# John H. Plumb
Sir John „Jack“ Harold Plumb FBA (* 20. August 1911 in Leicester, England; † 21. Oktober 2001 in Cambridge, Cambridgeshire, England) war ein britischer Historiker und Autor, der zahlreiche Fachbücher insbesondere über die Geschichte Großbritanniens verfasste.

## Leben
Nach dem Besuch der Alderman Newton’s Grammar School studierte er am University College Leicester und danach am Christ’s College der University of Cambridge. Nach der Beendigung des Studiums war er ab 1939 bis 1946 Gelehrter (Scholar) am King’s College der University of Cambridge. Während der Zeit des Zweiten Weltkriegs arbeitete er als Codebreaker (Codeknacker) in Bletchley Park, also der militärischen Dienststelle, die sich erfolgreich mit der Entzifferung des deutschen militärischen Nachrichtenverkehrs befasste. Nach dem Krieg, im Jahr 1946, kehrte er Lecturer an das Christ’s College zurück und blieb dort bis 1966. Während dieser Zeit wurde er 1961 auch Treuhänder (Trustee) der National Portrait Gallery in London und übte diese Funktion bis 1982 aus.
1966 nahm er den Ruf auf eine Professur für Moderne Geschichte am Christ’s College an und lehrte an diesem bis zu seiner Emeritierung 1973. 1978 wurde er als Nachfolger von Alexander Robertus Todd Rektor (Master) des Christ’s College und behielt dieses Amt bis zu seiner Ablösung durch Hans Leo Kornberg im Jahr 1982.
Nachdem er bereits 1968 Mitglied (Fellow) der British Academy sowie 1970 Mitglied der American Academy of Arts and Sciences worden war, wurde er 1982 als Knight Bachelor in den persönlichen Adelsstand erhoben, so dass er fortan den Namenszusatz „Sir“ führte. Darüber hinaus wurde er von Leonard Wolfson, Baron Wolfson zum Mitglied des Treuhandrates der von diesem gegründeten Wolfson-Stiftung berufen.

## Veröffentlichungen
Neben seiner jahrzehntelangen Lehrtätigkeit veröffentlichte Plumb zahlreiche Fachbücher, die sich insbesondere mit der Geschichte Großbritanniens und mit Politikern wie Robert Walpole und britischen Monarchen wie Georg I., Georg II., Georg III., Georg IV. und Elisabeth II. befassten und teilweise auch in die deutsche Sprache übersetzt wurden. Zu seinen bekanntesten Veröffentlichungen gehörten:
- England in the Eighteenth Century (1950)
- West African Explorers (1951, Mitautor C. Howard)
- Chatham (1953)
- Studies In Social History (1955)
- The First Four Georges (1956)
- Sir Robert Walpole (1956–60, 2 Bände)
- The Renaissance (1961, dt. Titel Das grosse Knaur-Buch der Renaissance, 1962)
- Men And Places (1963)
- The Growth of Political Stability in England 1675-1725 (1967)
- The Death of the Past (1969, dt. Titel Die Zukunft der Geschichte : Vergangenheit ohne Mythos, 1971)
- In The Light of History (1972)
- The Commercialization of Leisure (1974)
- Royal Heritage: The Treasures of the British Crown (1977, Mitautor Huw Wheldon)
- Royal Heritage: The Story of Britain's Royal Builders and Collectors (1977, Mitautor Huw Wheldon)
- New Light on the Tyrant George III (1978)
- Georgian Delights (1980)
- Royal Heritage: The Reign of Elizabeth II (1980)
- The Birth of a Consumer Society: The Commercialization of Eighteenth-Century England (1982, Mitautoren Neil McKendrick und John Brewer)
- The Making of a Historian (1988, Essays)
- The American Experience (1989, Essays)